# (258) Tyche
(258) Tyche – planetoida z pasa głównego asteroid.

## Odkrycie
Została odkryta 4 maja 1886 roku w obserwatorium w Düsseldorfie przez Roberta Luthra. Nazwa planetoidy pochodzi od Tyche, w mitologii greckiej bogini losu i szczęścia, odpowiedniczki rzymskiej Fortuny.

## Orbita
(258) Tyche' okrąża Słońce w ciągu 4 lat i 84 dni w średniej odległości 2,62 j.a. Planetoida należy do rodziny planetoidy Eunomia.